# Arbéost
Arbéost (gaskognisch Arbiost) ist eine französische Gemeinde mit 78 Einwohnern (Stand 1. Januar 2022) im Département Hautes-Pyrénées in der Region Okzitanien (vor 2016 Midi-Pyrénées); sie gehört zum Arrondissement Argelès-Gazost und zum Kanton La Vallée des Gaves. Die Bewohner nennen sich Arbéostois(es).

## Lage
Arbéost ist eine Gemeinde im Westen des Départements Hautes-Pyrénées im Vallée de l’Ouzom. Sie liegt rund 39 Kilometer (Luftlinie) südwestlich von Tarbes an der Grenze zum Département Pyrénées-Atlantiques. Der streckenweise die Gemeindegrenze bildende Fluss Ouzom durchquert die Gemeinde, die teilweise im Nationalpark Pyrenäen liegt. Höchster Punkt der Gemeinde ist las Touergnes (2480 m. ü. M.) nördlich des Pic de Gabizos.
Die Gemeinde besteht aus dem Dorf Arbéost sowie zahlreichen Weilern (hameaux) und Einzelgehöften.
Nachbargemeinden sind Louvie-Soubiron (im Département Pyrénées-Atlantiques) im Norden, Ferrières im Nordosten, Arrens-Marsous im Osten und Südosten sowie Béost (im Département Pyrénées-Atlantiques) im Westen.

## Geschichte
Im frühen Mittelalter wechselte die Herrschaft häufig (Westgoten, Basken, Franken, Sarazenen). Danach war der Ort jahrhundertelang unter der Herrschaft des Königreichs Aquitanien respektive des Herzogtums Gascogne. Von 900 bis 1609 gab es eine Grafschaft Bigorre innerhalb der vorgenannten Gebiete. Im Hundertjährigen Krieg war Arrens-Marsous manchmal unter englischer, manchmal unter französischer Herrschaft. Von 1425 bis 1609 gehörte der Ort als Teil der Grafschaft Bigorre zur nur lose mit Frankreich verbundenen Grafschaft Foix. Weil der letzte Herrscher dieser Grafschaft, König Heinrich II. aus dem Hause Bourbon, 1589 den Thron von Frankreich (als Heinrich IV.) bestieg, waren die Orte der Region 1609 bis 1789 Krondomäne. Die Gemeinde gehörte von 1793 bis 1801 zum District Argelès. Zudem war sie von 1793 bis 2015 Teil des Kantons Aucun. Mit Ausnahme der Jahre 1926 bis 1942 (Arrondissement Bagnères) war Arbéost seit 1801 Teil des Arrondissements Argelès-Gazost. Eine erste namentliche Erwähnung erfuhr Arbéost erst im 18. Jahrhundert. Seit 1743 ist Arbéost eine eigenständige Kirchengemeinde. Die Gemeinde ist Teil der historischen Landschaft Lavedan (auch Pays des Sept Vallées genannt).

### Bevölkerungsentwicklung
Die Zahl der Bewohner war früher viel höher. Zwischen 1793 und 1806 betrug sie rund 800 Einwohner. Von 1821 bis 1896 war die Einwohnerzahl fast immer zwischen 900 und 1000 Personen mit einer Spitze von über 1000 Bewohnern im Jahr 1831. Danach setzte bis 2009 eine Landflucht ein (1896–2009: −90,1 %). Seither hat sich die Zahl der Einwohner stabilisiert.
| Jahr                       | 1962 | 1968 | 1975 | 1982 | 1990 | 1999 | 2009 | 2020 |
| Einwohner                  | 268  | 200  | 164  | 145  | 128  | 121  | 89   | 82   |
| Quellen: Cassini und INSEE |      |      |      |      |      |      |      |      |

## Sehenswürdigkeiten
- Kirche Saint-Laurent

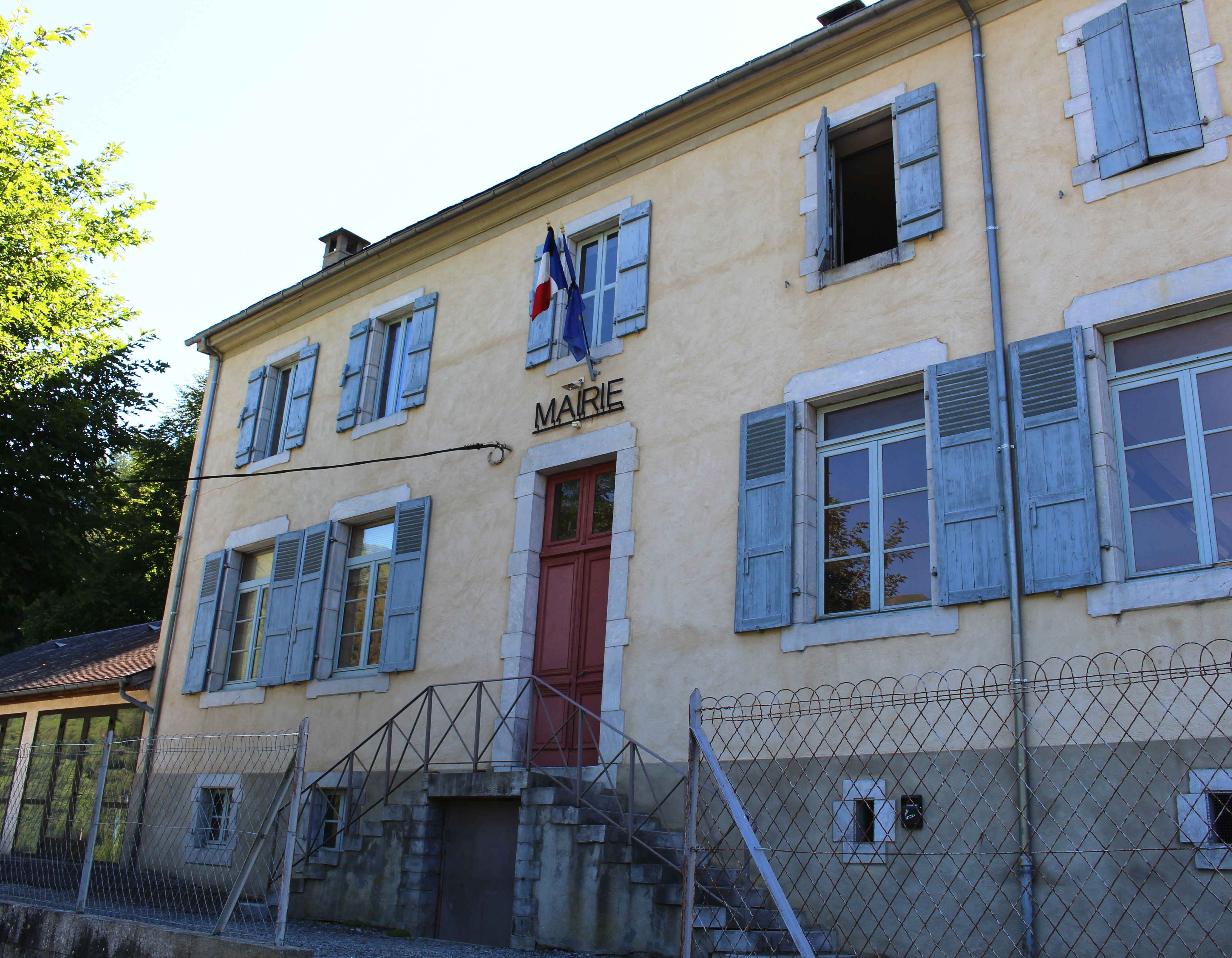
Rathaus (mairie) von Arbéost
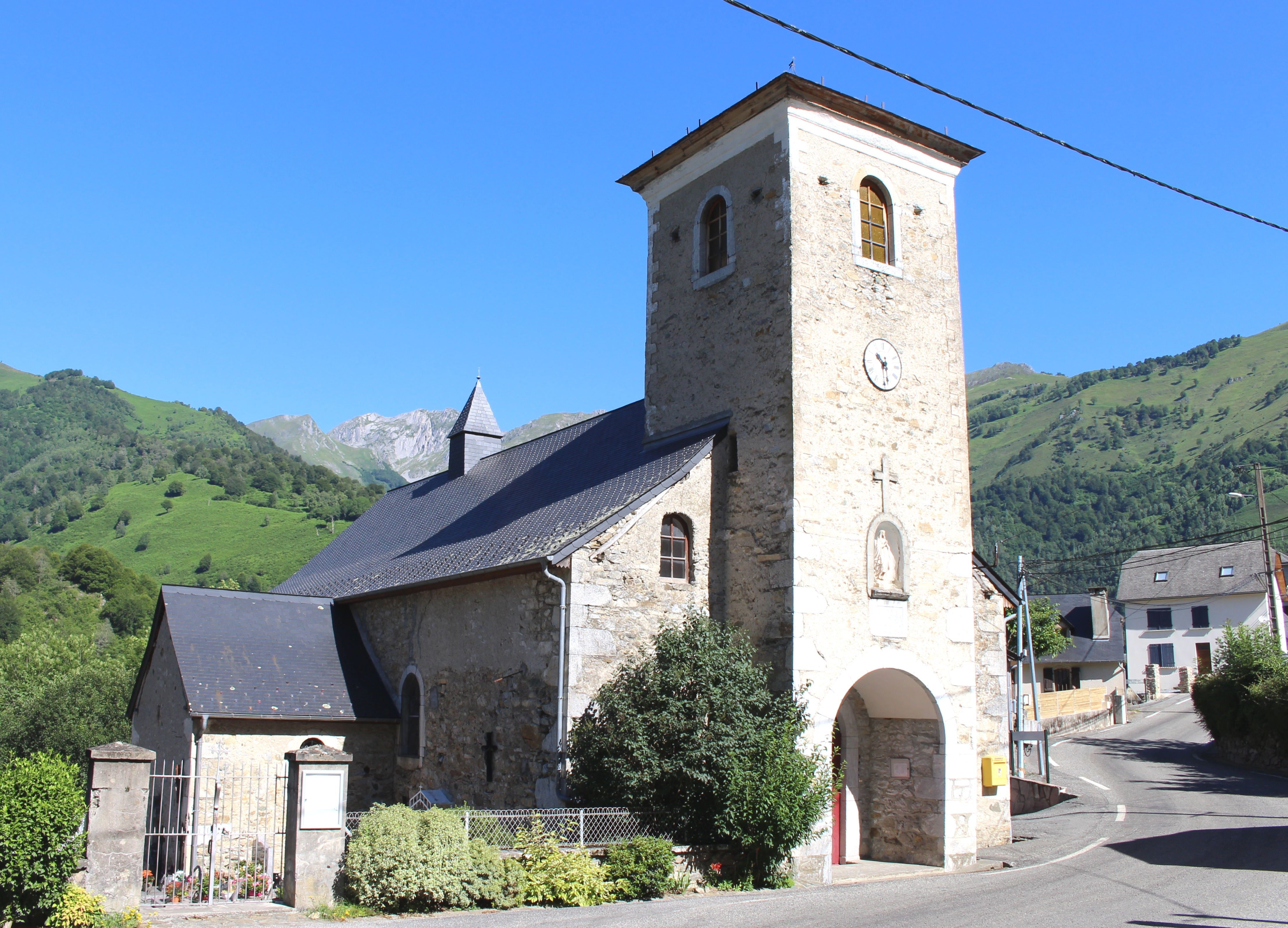
Kirche Saint-Laurent
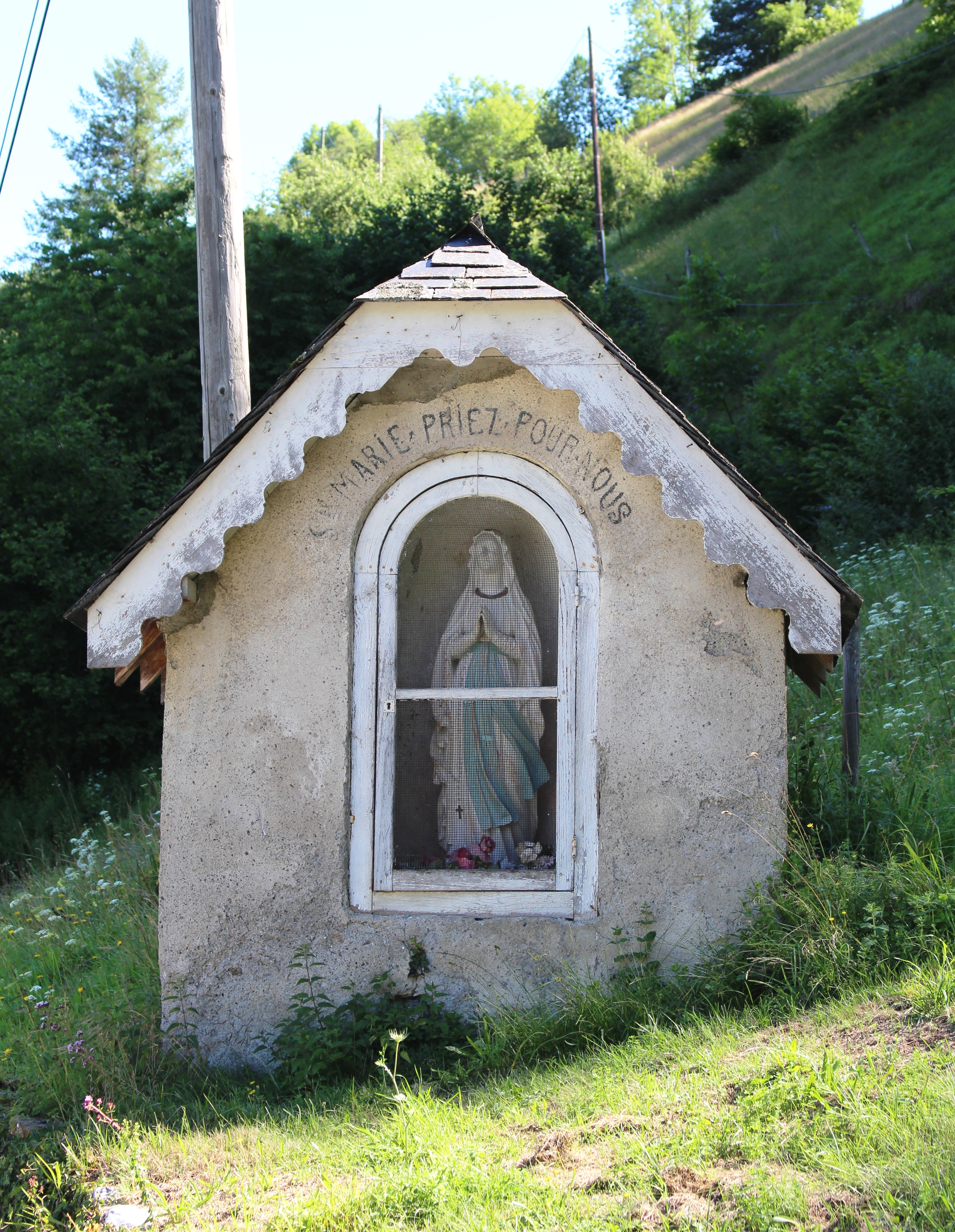
Fürbittehaus
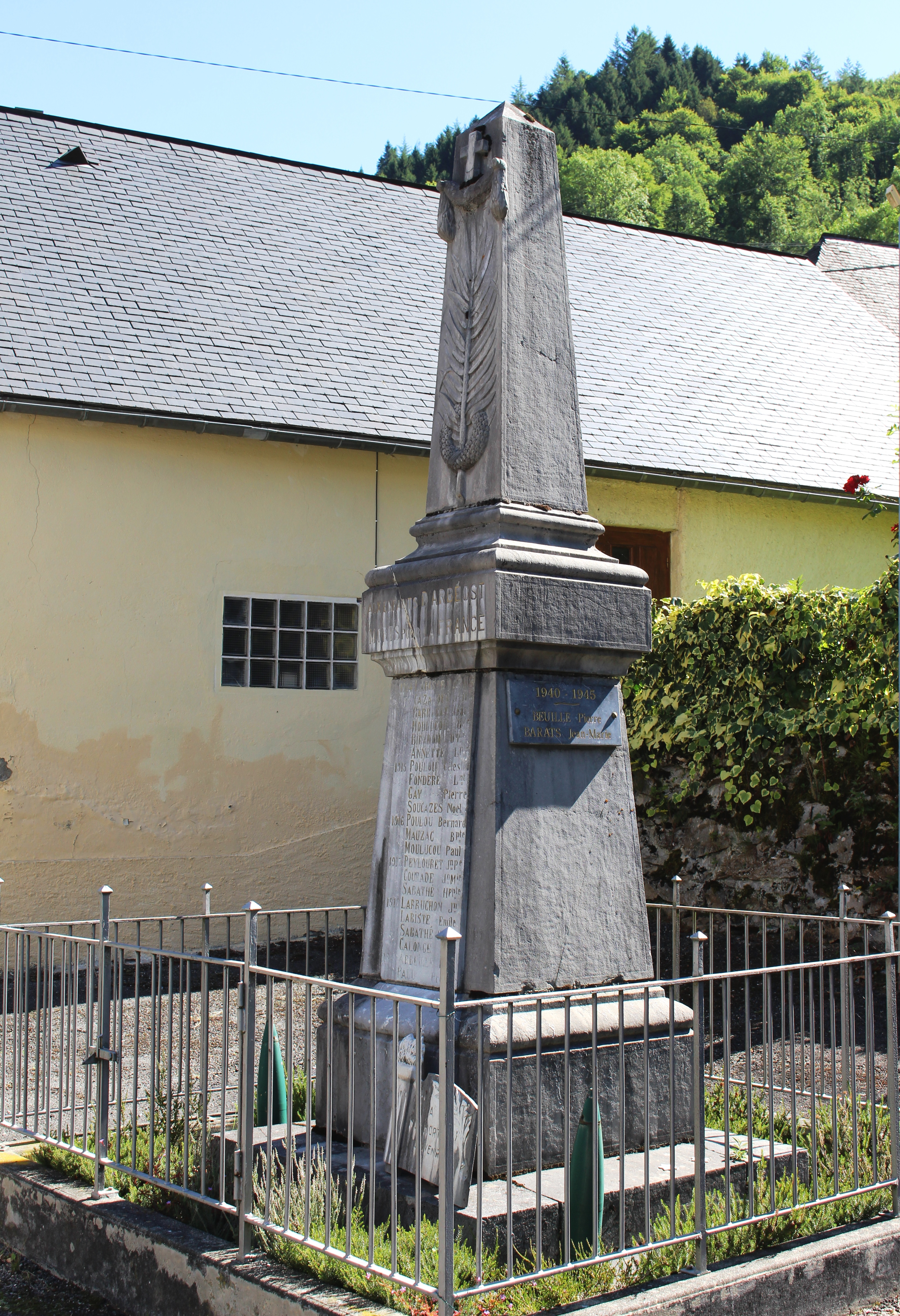
Denkmal für die Gefallenen